# Еріх-Міхаель Гоффманн
Еріх-Міхаель Гоффманн (нім. Erich-Michael Hoffmann; 14 червня 1919, Саарлаутерн — 14 лютого 1944, Балтійське море) — німецький офіцер-підводник, оберлейтенант-цур-зее крігсмаріне.

## Біографія
1 жовтня 1938 року вступив на флот. В липні 1940 року відряджений в морську авіацію. В лютому-вересні 1941 року пройшов курс підводника. З 25 жовтня 1941 року — 1-й вахтовий офіцер на підводному човні U-437. З листопада 1942 по січень 1943 року пройшов курс командира човна. З 20 лютого 1943 року — командир U-738. 14 лютого 1944 року човен затонув в Балтійському морі біля Готенгафена (54°32′ пн. ш. 18°36′ сх. д.) після зіткнення з німецьким торговим судном Erna. 24 члени екіпажу були врятовані, 22 (включаючи Гоффманна) загинули.

## Звання
- Кандидат в офіцери (1 жовтня 1938)
- Морський кадет (1 липня 1939)
- Фенріх-цур-зее (1 грудня 1939)
- Оберфенріх-цур-зее (1 серпня 1940)
- Лейтенант-цур-зее (1 квітня 1941)
- Оберлейтенант-цур-зее (1 січня 1943)